# Muhlenbergia japonica
Muhlenbergia japonica är en gräsart som beskrevs av Ernst Gottlieb von Steudel. Muhlenbergia japonica ingår i släktet muhlygräs, och familjen gräs. Inga underarter finns listade i Catalogue of Life.